# Piotr Mroczyk

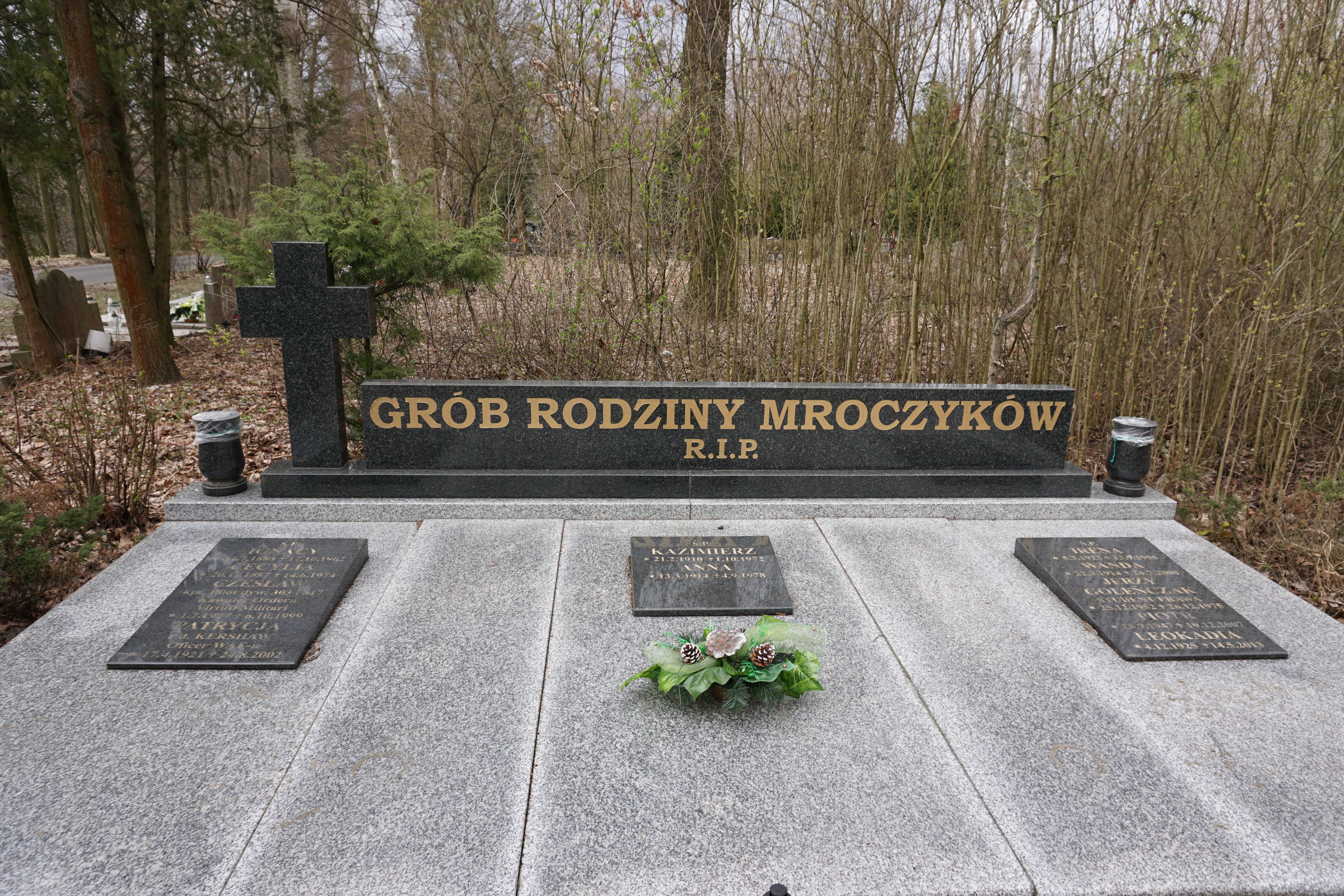
Grób Piotra Mroczyka na cmentarzu Miłostowo w Poznaniu

Piotr Mroczyk (ur. 29 września 1947 w Poznaniu, zm. 19 grudnia 2007 w Warszawie) – polski działacz opozycji, dziennikarz, dyrektor Rozgłośni Polskiej Radia Wolna Europa.

## Życiorys
Był synem Czesława Mroczyka (zastępcy dowódcy Dywizjonu 303, uczestnika bitwy o Anglię) i Angielki, Patrycji Kershaw.
W 1964 ukończył I Liceum Ogólnokształcące im. Karola Marcinkowskiego w Poznaniu, następnie studiował w Akademii Ekonomicznej w Poznaniu. Od 1970 mieszkał w Warszawie. Od lutego do września 1973 pracował jako tłumacz w Międzynarodowej Komisji Nadzoru i Kontroli w Wietnamie. Od 1974 był pracownikiem Polskiego Radia, jako spiker i lektor w Radiu Polonia. Od września 1980 był członkiem NSZZ „Solidarność”, pierwszym przewodniczącym Komisji Zakładowej w Komitecie do spraw Radia i Telewizji „Polskie Radio i Telewizja”, a także wiceprzewodniczącym Krajowej Komisji Koordynacyjnej NSZZ „Solidarność” Radia i Telewizji.
Od 14 grudnia 1981 do 7 grudnia 1982 był internowany w Białołęce i Darłówku. W marcu 1983 wyjechał do Wielkiej Brytanii, od jesieni tego roku przebywał w Stanach Zjednoczonych, gdzie początkowo prowadził wykłady poświęcone Europie Środkowo-Wschodniej i papieżowi Janowi Pawłowi II. W latach 1984–1987 pracował w Sekcji Polskiej Głosu Ameryki, od maja do lipca 1987 był korespondentem Rozgłośni Polskiej Radia Wolna Europa w Waszyngtonie.
W listopadzie 1985 założył Fundację Solidarności, której celem była pomoc więźniom politycznym w Polsce (Marcin Frybes ocenił współcześnie, że „trudno jednak odnaleźć dziś ślady jej konkretnej działalności”. Działalność tej fundacji stała się przedmiotem publicznej kontrowersji. Paryska Kultura domagała się w 1989 i 1990 rozliczenia zgromadzonych przez nią środków. Jej dobrego imienia bronił Ross A. Johnson, dyrektor Radia Wolna Europa). Od lipca 1989 był przez pewien czas współwłaścicielem pisma „Gwiazda Polarna”.
Od kwietnia 1989 był formalnie asystentem Marka Łatyńskiego jako dyrektora Rozgłośni Polskiej RWE, przebywał jednak w Waszyngtonie, gdzie pracował jako korespondent rozgłośni. 1 grudnia 1989 został formalnie dyrektorem Rozgłośni, pełnił tę funkcję do 15 kwietnia 1994. W tym samym dniu został prezesem RWE Inc. w Warszawie, która istniała do 1997.
4 grudnia 2007 został odznaczony Krzyżem Oficerskim Orderu Odrodzenia Polski.
Zmarł 19 grudnia 2007 po długiej chorobie w Warszawie.
4 stycznia 2008 pochowany na cmentarzu Miłostowo w Poznaniu (pole 5, kwatera 5, miejsce 10A).